# 伊予国
伊予国（いよのくに）は、かつて日本の地方行政区分だった令制国の一つ。愛媛県にあたる。

## 「伊予」の名称と語源
伝統的には「伊豫」の名称であり、「伊予」「伊与」の表記も用いられた。常用漢字による現代文表記では「伊予」（豫→予）である。
「伊予」の語源については、諸説がある。
- 温泉説
「よ」は道後温泉の「ゆ（湯）」から転訛したものであり、それに発語の「い」を付して「いよ」になったという説である。一時は定説となっていたが、研究者の吉田茂樹が、延喜式に「伊予郡」と「温泉郡」の2つの郡名があり、伊予が道後温泉を指すならば別に温泉郡がある説明がつかないと指摘したことから、今日は否定されているとされる[1]。また、寺内浩他編の『愛媛県の不思議辞典』も、上代特殊仮名遣からみて、一般的には「ゆ」は「よ（乙）」には音韻変化しないとしてこの説を否定する。

- 湧水説
研究者の志賀剛の説では、古代人は、温泉以外に湧水も「いゆ」と呼んでおり、これが「いよ」になったとする[1]。古代、水の湧き出ずる所は、特別な地として扱われるようになり、これが湧水の周辺を指す小地域としての地名から、より広い地域、さらには古事記にいう「伊予の二名之島」＝四国を指す地名となっていったというものである。
坪内寛もこの説を支持し、伊予神社（愛媛県伊予郡松前町）で、同神社は「正四位上」の位を朝廷から授けられた由緒正しい神社であり、祭神を愛比売命（えひめのみこと）と月夜見命（つきよみのみこと）とする。「愛比売」は古事記に、「伊予を愛比売といひ」とあるように愛媛の古名である。また、同名の伊予市上野地区にある神社の旧境内跡地には弥光井（いこい）神社（今日では湧水跡のみ）がある。古代、この地はゆるやかな傾斜地であり、水源に乏しかったことから、湧き水が特別重宝されたと推察されていることから、弥光井神社が伊予の語源であると主張する[1]。
- 弥説
谷川士清の『倭訓栞』に載せる説である。伊豫ノ二名ノ洲と呼ばれた四国は国生み神話では淡路島の次に生まれたので、「いよ」は物の重なることを表す「弥」（いや）の意味であるという。
- 預説
『豫章記』に載る説である。「天神第六代面足惶根尊」が伊豫国を支配する際に「（伊豫国を）伊（彼に）豫（預ける）」との詔があったという。しかし、「いよ」が倭語であったとすれば、万葉仮名による仮借字の字義で解釈しようとするのは無意味である可能性がある。

## 領域
明治維新直前の領域は、現在の愛媛県全域に高知県宿毛市の一部（沖の島町母島・沖の島町鵜来島）を加えた区域に相当する。なお、高知県内の区域は1876年（明治9年）に土佐国に移管されている。
また、中世までは芸予諸島に位置する下島（大崎下島）と豊島も伊予国であった。これらは戦国時代以前は、大山祇神社の寺社領、三島七島の一部であった。文明年間から慶長年間までのいずれかの時期に安藝国豊田郡に編入されたとされる。

## 沿革
律令制において、伊余国造の領域に加え、久味国造、風速国造、怒麻国造、小市国造の領域を合わせ、成立した。

### 近代以降の沿革
- 「旧高旧領取調帳」に記載されている明治初年時点での国内の支配は以下の通り（964村・434,408石7斗5升）。幕府領は松山藩預地。太字は当該郡内に藩庁が所在。
  - 宇摩郡（56村・22,364石余） - 幕府領、今治藩、西条藩
  - 新居郡（53村・36,694石余） - 幕府領、西条藩、小松藩
  - 周敷郡（38村・23,142石余） - 松山藩、西条藩、小松藩
  - 桑村郡（29村・14,650石余） - 幕府領、松山藩
  - 越智郡（106村・46,790石余） - 幕府領、今治藩、松山藩
  - 野間郡（29村・16,587石余） - 松山藩
  - 風早郡（84村・18,351石余） - 幕府領、松山藩、大洲藩
  - 和気郡（25村・16,345石余） - 松山藩
  - 温泉郡（36村・22,824石余） - 松山藩
  - 久米郡（32村・17,554石余） - 松山藩
  - 浮穴郡（102村・38,834石余） - 松山藩、大洲藩、新谷藩
  - 伊予郡（41村・27,949石余） - 松山藩、大洲藩、新谷藩
  - 喜多郡（83村・33,491石余） - 大洲藩、新谷藩
  - 宇和郡（250村・98,828石余） - 宇和島藩、吉田藩
- 慶応4年1月27日（1868年2月20日） - 戊辰戦争により松山藩預地が高知藩預地となる。
- 明治4年
  - 1月19日（1871年3月9日） - 高知藩預地が倉敷県の管轄となる。
  - 7月14日（1871年8月29日） - 廃藩置県により、藩領が今治県、西条県、小松県、松山県、大洲県、新谷県、宇和島県、吉田県の管轄となる。
  - 9月14日（1871年10月27日） - 倉敷県の管轄地域が丸亀県の管轄となる。
  - 11月15日（1871年12月26日） - 第1次府県統合により、宇摩郡・新居郡・周敷郡・桑村郡・越智郡・野間郡・和気郡・温泉郡および風早郡・浮穴郡・伊予郡のうち丸亀県・松山県の管轄地域が松山県、久米郡・喜多郡・宇和郡および風早郡・浮穴郡・伊予郡のうち大洲県・新谷県の管轄地域が宇和島県の管轄となる。
- 明治5年
  - 2月9日（1872年3月17日） - 松山県の管轄地域が石鉄県の管轄となる。
  - 5月15日（1872年6月20日） - 石鉄県の管轄地域のうち伊予郡の一部（重信川以南）が宇和島県、宇和島県の管轄地域のうち久米郡および浮穴郡の一部（旧大洲県・新谷県）が石鉄県の管轄となる。
  - 6月23日（1872年7月28日） - 宇和島県の管轄地域が神山県の管轄となる。
- 明治6年（1873年）2月20日 - 全域が愛媛県の管轄となる。
- 明治9年（1876年）2月25日 - 宇和郡母島浦・久保浦・小矢野浦・鵜来島（現在の鵜来島および沖の島・姫島の各一部）の所属郡が土佐国幡多郡に変更。

## 国内の施設

### 国府
『和名抄』によれば、国府は越智郡にあった。現在の今治市であるが、未だ遺跡は見つかっていない。今治平野にあったことは確実であるが、場所については、古国分・中寺・町谷・上徳・八町など諸説ある。

### 国分寺・国分尼寺
- 伊予国分寺
今治市国分の59番札所国分寺の東方に塔跡があり、基壇の上に心礎を含む12個の礎石が残されている。
- 伊予国分尼寺
尼寺は、僧寺の南方約1,300メートルにある桜井小学校の敷地から唐草文軒平瓦が出土しているので、その付近と想定される。

### 神社
延喜式内社
『延喜式神名帳』には、大社7座・小社17座の計24座が記載されている。大社7社は以下に示すもので、全て名神大社である。伊予国の式内社一覧を参照。
- 宇摩郡
  - 村山神社（四国中央市）
- 新居郡
  - 伊曽乃神社（西条市）
- 越智郡
  - 大山積神社（現: 大山祇神社、今治市）
  - 多伎神社（今治市）
- 野間郡
  - 野間神社（今治市）
- 温泉郡
  - 阿治美神社 - 松山市味酒町と平田町に論社2社（「阿沼美神社」参照）
- 伊予郡
  - 伊予神社 - 論社3社。伊予神社（伊予郡松前町）、伊予神社（伊予市）、伊予豆比古命神社（松山市）に比定

総社・一宮以下
- 総社: 不詳 - 伊加奈志神社（今治市）、大山祇神社境内社「伊予国総社」と推定
- 一宮: 大山祇神社

二宮以下は不詳。

## 地域

### 郡
- 律書残篇では13郡。
- 貞観8年11月8日（866年12月18日） - 宇和郡を割いて喜多郡を置き14郡となる。
- 1878年（明治11年）12月16日 - 郡区町村編制法により18郡を編制する。
- 1889年（明治22年）12月15日 - 温泉郡の一部に市制を施行し、温泉郡から離れて松山市となる。18郡1市となる。
- 1897年（明治30年）4月1日 - 郡制施行のため10郡を廃し、4郡を置く。12郡1市となる。

#### 郡市一覧
貞観8年から明治11年までの千年にわたり以下の14郡であった。
- 宇摩郡 - 山田・山口・津根・御井（みい、近井（ちかい））・余戸（あまるべ）
- 新居郡 - 新居・丹上（井上（いのへ））・嶋山・花（立花）・加茂・神部
大同4年9月22日（809年11月3日）、同年4月13日（809年5月30日）に即位した嵯峨天皇の諱に触れる為、神野郡を新居郡と改めた（嵯峨天皇の諱は乳母である神野郡出身の神野采女正が努めた事により命名）。
- 周敷郡 - 田野・池田・井出・吉田・石井・神戸・余戸
1897年（明治30年）4月1日、廃する。周桑郡の一部となる。
- 桑村郡 - 籠田（こた）・御井・津宮（つのみや）
1897年（明治30年）4月1日、廃する。周桑郡の一部となる。
- 越智郡 - 朝倉・高市（たけち）・桜井・新屋（にひや）・拝志（はやし）・給理（こほり）・高橋・鴨部・日吉・立花
1897年（明治30年）4月1日、廃する。越智郡の一部となる。
- 野間郡 - 宅万・英多（あがた）・大井・賞多（さがた）・神戸
1897年（明治30年）4月1日、廃する。越智郡の一部となる。
- 風早郡 - 栗井・河野・高田・難波・那賀
1897年（明治30年）4月1日、廃する。温泉郡の一部となる。
- 和気郡 - 高尾・吉原・姫原・大内
1897年（明治30年）4月1日、廃する。温泉郡の一部となる。
- 温泉郡 - 桑原・埴生（はぶ）・立花・井上（いのへ）・味酒（まさけ）
1889年（明治22年）12月15日、温泉郡の一部が松山市となる。
1897年（明治30年）4月1日、温泉郡を廃する。温泉郡の一部となる。
- 久米郡 - 天山・吉井・石井・神戸・余戸
1897年（明治30年）4月1日、廃する。温泉郡の一部となる。
- 浮穴郡 - 井門（いど）・拝志・荏原（えばら）・出部（いづべ）
1878年（明治11年）12月16日、上浮穴郡と下浮穴郡を編制する。
1897年（明治30年）4月1日、下浮穴郡を廃する。温泉郡と伊豫郡の各一部となる。
- 伊予郡 - 神前（かむざき）・吾川（あがわ）・石田・岡田・神戸・余戸
1897年（明治30年）4月1日、廃する。温泉郡と伊豫郡の各一部となる。
- 喜多郡 - 矢野・久米・新屋
貞観8年11月8日（866年12月18日）、宇和郡を割いて郡を置く。
- 宇和郡 - 石野（いはの）・石城（いはき）・三間（三門）・立間（立門）
1878年（明治11年）12月16日、西宇和郡、東宇和郡、北宇和郡、南宇和郡を編制する。

※郷名は『和名抄』による。

### 江戸時代の藩
- 伊予松山藩、加藤家（20万石） → 蒲生家（24万石） → 久松松平家（15万石）
- 松山新田藩（伊予松山藩支藩、1万石）
- 宇和島藩、富田家（6万石） → 天領 → 伊達家（10万石）
- 伊予吉田藩（伊達家宇和島藩支藩、3万石）
- 大洲藩、脇坂家（5.3万石） → 加藤光泰系加藤家（6万石）
- 新谷藩（大洲藩支藩、1万石）
- 今治藩、藤堂家（20万石） → 久松松平家（3万石 → 4万石 → 3.5万石）
- 川之江藩、一柳家（2.86万石） → 廃藩（播磨国小野藩に転封）
- 西条藩、一柳家（6.8万石 → 3万石 → 2.5万石） → 天領 → 紀州藩支藩（3万石）
- 小松藩、一柳家（1万石）

## 人物

### 国司

#### 伊予守
- 巨勢小邑治: 和銅7年（715年）任官
- 百済王敬福: 天平宝字3年（759年）任官
- 坂上苅田麻呂: 780年頃
- 菅野真道: 延暦9年（790年）任官
- 藤原吉野: 弘仁14年（823年）任官
- 藤原吉野: 天長3年（826年）任官
- 紀深江: 835年頃
- 藤原大津: 承和11年（844年）任官
  - 藤原氏宗: 斉衡4年（857年）任官（権守）
- 春澄善縄: 天安2年（858年）任官
- 豊前王: 貞観3年（861年）任官
- 藤原基経: 貞観7年（865年）任官
- 源寛: 貞観12年（870年）任官
- 和気彜範: 仁和3年（887年）任官
- 橘澄清: 寛平9年（897年）任官
  - 良岑衆樹: 延喜17年（917年）任官（権守）
- 平時望: 延長3年（925年）任官
- 平伊望: 承平3年（933年）任官
- 紀淑人: 承平6年（936年）任官
- 藤原師氏: 天慶8年（945年）任官
  - 大江朝綱: 天暦3年（949年）任官（権守）
  - 大江維時: 天暦10年（956年）任官（権守）
- 藤原伊尹: 天徳4年（960年）任官（天徳2年権守）
  - 藤原佐理: 天元5年（982年）任官（権守）
  - 藤原公任: 寛和2年（986年）任官（権守）
- 藤原為任: 長和3年（1013年）任官
- 源頼定
- 源頼光: 1018年頃在（「小右記」より）
- 源満仲
- 源満政
- 高階成章：永承4年（1049年）任官
- 源頼義: 康平6年（1063年）任官
- 藤原顕季: 寛治4年（1090年）任官
- 源国明
- 藤原長実: 長治2年（1105年）任官
- 藤原忠隆: 天承元年（1131年）任官
- 平重盛: 平治元年（1159年）任官
- 藤原邦綱: 永暦2年（1161年）任官
- 藤原親信: 1160年頃
- 藤原実宗: 応保3年（1163年）任官
- 高階泰経: 安元2年（1176年）任官
- 源義仲: 寿永2年（1183年）任官
- 源義経: 元暦2年（1185年）任官

#### 伊予介
- 藤原経家： 永承4年（1049年）任官
- 源隆俊： 天喜元年（1053年）任官

#### 伊予掾
- 藤原純友

### 守護

#### 鎌倉幕府
- 佐々木盛綱: 〜建仁3年（1203年） - ？
- 宇都宮頼綱: 〜承久（1219年 - 1222年）・嘉禎（1235年 - 1238年）年間頃
- 宇都宮頼業: 〜仁治元年（1240年） - ？
- 宇都宮貞宗: 〜元弘元年（1331年） - 同3年（1333年）

（出典は『愛媛県史 人物』）

#### 室町幕府
- 河野通盛: 1336年 - ？
- 岩松頼有: 1340年 - 1341年
- 細川頼春: 1342年 - ？
- 河野通盛: 1351年 - 1354年
- 細川頼之: 1354年 - 1379年
- 河野通堯: 1379年 - ？
- 河野通能: 1380年 - 1394年
- 河野通之: 1394年 - 1411年
- 河野通久: 1414年 - 1435年
- 河野教通: 1435年 - 1444年
- 河野通春: 1449年 - ？
- 河野教通: 1450年 - 1453年
- 河野通春: 1453年 - 1455年
- 細川勝元: 1455年 - ？
- 河野通春: 1459年 - ？
- 細川賢氏: 1465年 - ？
- 河野教通: 1473年 - 1477年
- 河野通春: 1477年 - 1482年
- 河野通篤: 1482年 - 1485年
- 河野通直: 1499年 - ？
- 河野通宣: 1500年 - 1519年
- 河野通直: 1519年 - 1550年

### 戦国時代

#### 戦国大名
- 河野氏: 代々伊予守護を務めたが、豊後の大友氏や土佐の長宗我部氏などの度重なる侵攻により衰退し、 1585年長宗我部元親に降伏（異論あり）。同年、秀吉の四国攻めで降伏し改易される。1587年、河野通直が嗣子無くして没し、大名としての河野氏は57代をもって滅亡。
  - 村上氏（村上水軍）：能島村上家、因島村上家は毛利家家臣に、来島村上家は豊臣政権の大名を経て豊後国森藩主となった。
- 伊予西園寺氏: 1585年に長宗我部元親に降伏。1587年、豊臣政権の大名戸田勝隆に西園寺公広が殺害され滅亡。
- 伊予宇都宮氏: 1568年の毛利氏の伊予出兵で滅亡した。
- 長宗我部氏: 1585年までに伊予の大部分を平定するが、秀吉に降伏、土佐一国のみを安堵される。

#### 豊臣政権の大名
- 小早川隆景: 伊予一国35万石（湯築城）、1585年 - 1586年（筑前・筑後37万石に移封）
- 粟野秀用：正木10万石（正木城）→13万石→16万石、1585→1595（豊臣秀次に連座して斬首・改易）
- 安国寺恵瓊: 和気郡2万3,000石 → 6万石、1585年 - 1600年（関ヶ原の戦い後改易）
- 来島通総・通親: 風早郡1万4,000石、1585年 - 1600年（関ヶ原の戦い後改易、その後豊後森藩に移封）
- 戸田勝隆: 大洲7万石（大洲城）、1587年 - 1594年（無嗣断絶）
- 福島正則: 今治11万石（湯築城）、1587年 - 1595年（尾張国清洲24万石に移封）
- 池田景雄: 今治7万石、1595年 - 1598年（死亡、嫡子の秀氏が2万石を相続）
- 藤堂高虎: 板島7万石 → 8万石（板島丸串城）、1595年 - 1600年（関ヶ原の戦い後、伊予今治藩20万石に移封）
- 加藤嘉明: 伊予郡正木（正木城）6万石 → 10万石、1595年 - 1600年（関ヶ原の戦い後、20万石に加増され、松山に築城し伊予松山藩となる）
- 池田秀氏: 大洲2万石、1598年 - 1600年（関ヶ原の戦い後改易）
- 小川祐忠: 今治7万石（国分城）、1598年 - 1600年（関ヶ原の戦い後改易）

### 武家官位としての伊予守
- 江戸以前
  - 尼子経久: 出雲守護代、戦国大名
  - 今川貞世（了俊）: 鎌倉時代後期から南北朝・室町時代の武将、守護大名。遠江今川氏・初代当主
  - 今川貞相: 室町時代初期から中期にかけての武将。遠江今川氏・4代当主
  - 上杉顕定: 南北朝時代の武将。扇谷上杉家初代当主
  - 上杉憲方: 室町時代の武将
  - 上杉教朝: 室町時代の武将
  - 大内満弘: 南北朝時代から室町時代の武将。豊前守護代
    - 大内義隆: 天文9年（1540年）伊予掾に任官

  - 大舘尚氏: 室町時代後期（戦国時代）の武将。室町幕府奉公衆
  - 木曾義昌: 戦国時代信濃国の武将。木曾谷の領主木曾氏第19代当主
  - 河野通春: 室町時代後期から戦国時代にかけての武将、守護大名。伊予守護。河野家分家予州家
  - 河野通宣: 伊予の戦国大名。河野家宗家
  - 河野通直: 伊予の戦国大名。河野氏最後の当主。通宣の子
  - 佐竹義宣: 南北朝時代の武将。常陸国佐竹氏第10代当主
  - 佐竹義俊: 室町時代の武将。佐竹氏第13代当主
  - 斯波家兼: 南北朝時代の武将。若狭守護、奥州管領
  - 斯波義種: 南北朝時代から室町時代の武将・守護大名。加賀・越前・若狭・信濃・山城守護
  - 滝川一益: 戦国時代から安土桃山時代にかけての武将、大名。織田信長の家臣
  - 畠山義就: 室町時代後期から戦国時代前期の武将、守護大名。河内・紀伊・山城・越中守護
  - 細川清氏: 南北朝時代の武将、守護大名。室町幕府2代将軍足利義詮の執事、伊勢・伊賀・若狭守護
  - 山名時義: 南北朝時代の武将、守護大名。美作・伯耆・但馬・備後守護。山名宗全の祖父
  - 山名豊時: 室町時代の武将。因幡守護
  - 山名満時: 室町時代の武将。山名宗全の兄
  - 脇屋義助: 鎌倉時代末期から南北朝時代初期の武将。新田義貞の弟
- 江戸時代阿部家宗家
  - 阿部正勝: 戦国武将、武蔵鳩ヶ谷藩主。宗家初代阿部正次の父
  - 阿部正春: 宗家4代。上総大多喜新田藩、武蔵岩槻藩、上総大多喜藩、三河刈谷藩主
  - 阿部正右: 宗家7代。備後福山藩第3代藩主・老中
  - 阿部正寧: 宗家10代。福山藩第6代藩主
  - 阿部正教: 宗家12代。福山藩第8代藩主
- 江戸時代備前岡山藩池田家
  - 池田綱政: 第2代藩主
  - 池田宗政: 第4代藩主
  - 池田斉敏: 第7代藩主
- 江戸時代上野安中藩板倉家
  - 板倉重形: 初代藩主
  - 板倉重同: 第2代藩主
  - 板倉勝意: 第3代藩主
  - 板倉勝尚: 第4代藩主
  - 板倉勝明: 第5代藩主
- 江戸時代豊後臼杵藩稲葉家
  - 稲葉良通（一鉄）: 美濃の戦国武将。初代藩主稲葉貞通の父
  - 稲葉恒通: 第7代藩主
  - 稲葉雍通: 第11代藩主
  - 稲葉観通: 第14代藩主
- 江戸時代出羽亀田藩岩城家
  - 岩城重隆: 第3代藩主
  - 岩城秀隆: 第4代藩主
  - 岩城隆恭: 第6代藩主
  - 岩城隆恕: 第7代藩主
  - 岩城隆喜: 第8代藩主
- 江戸時代丹波福知山藩朽木家
  - 朽木稙昌: 朽木家2代。常陸土浦藩第2代藩主、丹波福知山藩初代藩主
  - 朽木稙綱: 朽木家4代。福知山藩第3代藩主
  - 朽木舖綱: 朽木家8代。丹波福知山藩第7代藩主
  - 朽木為綱: 朽木家14代。丹波福知山藩第13代藩主
- 江戸時代豊後森藩久留島家
  - 久留島通政: 第4代藩主
  - 久留島通嘉: 第8代藩主
  - 久留島通靖: 第12代藩主
- 江戸時代三河刈谷藩土井家
  - 土井利意: 刈谷藩土井家2代。三河西尾藩第2代藩主
  - 土井利信: 刈谷藩土井家4代。西尾藩第4代藩主、三河刈谷藩初代藩主
  - 土井利謙: 刈谷藩土井家7代。刈谷藩第4代藩主
- 江戸時代上野沼田藩土岐家
  - 土岐頼殷: 土岐家3代。出羽上山藩、駿河田中藩初代藩主
  - 土岐頼煕: 土岐家5代。沼田藩第2代藩主
  - 土岐頼寛: 土岐家7代。沼田藩第4代藩主
- 江戸時代伊勢神戸藩本多家
  - 本多忠統: 初代藩主
  - 本多忠奝: 第4代藩主
  - 本多忠升: 第5代藩主
  - 本多忠寛: 第6代藩主
  - 本多忠貫: 第7代藩主
- 江戸時代越前福井藩越前松平家
  - 松平忠昌: 第3代藩主
  - 松平吉邦: 第8代藩主
  - 松平治好: 第13代藩主
  - 松平斉承: 第14代藩主
- 江戸時代その他
  - 井上正兼: 常陸下妻藩第13代藩主
  - 井上正巳: 下妻藩第14代藩主
  - 大関増興: 下野黒羽藩第7代藩主
  - 小笠原忠総: 豊前小倉藩第4代藩主
  - 小笠原忠苗: 小倉藩第5代藩主
  - 小笠原吉次: 尾張犬山藩、下総佐倉藩、常陸笠間藩主
  - 織田秀行: 大和柳本藩第6代藩主
  - 伊達宗城: 伊予宇和島藩第8代藩主
  - 土屋直樹: 上総久留里藩第3代藩主
  - 遠山友由: 美濃苗木藩第5代藩主
  - 本多忠周: 三河足助藩主
  - 松平定昭: 伊予松山藩第14代藩主
  - 松平資昌: 遠江浜松藩第2代藩主、丹後宮津藩初代藩主
  - 松平資承: 丹後宮津藩第3代藩主
  - 森忠賛: 播磨赤穂藩第7代藩主
  - 森長義: 播磨三日月藩第6代藩主
  - 内藤信輝: 越後村上藩主

## 伊予国の合戦
- 940年: 藤原純友の乱
- 1567年 - 1568年: 毛利氏の伊予出兵。河野・毛利（村上通康、小早川隆景等） x 土佐一条・伊予宇都宮（一条兼定、宇都宮豊綱）
- 1585年: 秀吉の四国攻め。羽柴秀吉 x 長宗我部元親
  - 1585年: 天正の陣。羽柴軍（小早川隆景） x 長宗我部軍（金子元宅）
- 1600年: 関ヶ原の戦いの付随合戦
  - 三津刈谷口の戦い: 佃十成（加藤嘉明留守居） x 毛利軍（宍戸景世、村上元吉）
  - 三瀬騒動: 芦田昌隆（藤堂高虎留守居）x 三瀬六兵衛（西園寺氏旧臣）